# Kali metabisulfit
Kali metabisunfit là một hợp chất vô cơ có công thức là K
2S
2O
5, còn được gọi là kali pyrosunfit, là bột kết tinh trắng có mùi lưu huỳnh cay. Việc sử dụng chính của hóa chất là như một chất chống oxy hóa hoặc khử trùng hóa học. Nó là một disunfit và rất giống với natri metabisunfit về mặt hóa học, đôi khi nó được sử dụng thay thế cho nhau. Kali metabisunfit thường được ưa chuộng hơn.
Kali metabisunfit có cấu trúc tinh thể đơn nghiêng phân hủy ở 190 °C, tạo ra kali sunfit và lưu huỳnh dioxide:
K2S2O5(r) → K2SO3(r) + SO2(k)

## Ứng dụng
Kali metabisunfit được sử dụng như một phụ gia thực phẩm, còn được gọi là E224. Nó bị hạn chế sử dụng và có thể gây phản ứng dị ứng ở một số người nhạy cảm. Nó là một chất ức chế enzym polyphenol oxidase.

### Rượu nho
Kali metabisunfit là một loại rượu thông dụng hoặc chất phụ gia, trong đó nó hình thành nên khí SO2. Điều này ngăn ngừa hầu hết các vi sinh vật hoang dã phát triển và nó hoạt động như một chất chống oxy hóa mạnh mẽ, bảo vệ cả màu sắc và hương vị tinh tế của rượu vang.
Lượng tiêu chuẩn là 1/4 muỗng cà phê (1.23 ml) kali metabisunfit cho mỗi xi-lanh (khoảng 75 ppm SO2) trước khi lên men; sau đó 1/2 muỗng cà phê cho mỗi thùng sáu gallon (150 ppm SO2) khi đóng chai. Hầu hết các nhà máy rượu vang thương mại không thêm nhiều hơn 30ppm khi đóng chai.
Thiết bị làm rượu được khử trùng bằng cách phun một dung dịch 1% SO2 (2 muỗng kali metabisunfit mỗi lít).

### Bia
Kali metabisunfit đôi khi được sử dụng trong ngành sản xuất bia để ức chế sự phát triển của vi khuẩn và nấm hoang dại. Điều này được gọi là "ổn định". Nó cũng được sử dụng để trung hòa cloramin đã được thêm vào nước máy tại nguồn như là một chất tẩy uế. Nó được sử dụng bởi nhà sản xuất bia thương mại. Nó không được sử dụng nhiều cho việc pha bia. Nó cũng có thể được thêm vào để đánh nước (nước dùng để nghiền lúa mạch nha) để loại bỏ cloramine có thể gây ra mất hương vị phenolic trong bia.

### Ứng dụng khác
- Nó đôi khi được thêm vào nước chanh như một chất bảo quản.
- Nó được sử dụng trong ngành công nghiệp dệt nhuộm và in bông.
- Nó đôi khi được sử dụng để tạo kết tủa vàng từ dung dịch thủy ngân (như là một chất thay thế cho natri sulfit).
- Nó là một thành phần của một số nhà phát triển nhiếp ảnh và các dung dịch được sử dụng trong sửa ảnh.[4]
- Nó được sử dụng làm chất tẩy trắng trong sản xuất kem dừa.
- Nó được sử dụng trong một số dưa chua làm chất bảo quản.

## An toàn
Kali metabisunfit gây kích ứng da, kích ứng mắt nghiêm trọng và có thể gây kích ứng hô hấp. Do đó, nó nên được sử dụng dưới các yếu tố bảo vệ cá nhân, chẳng hạn như găng tay, áo, mặt nạ và kính. Ngoài ra, nó phải được đảm bảo an toàn trong điều kiện như kali metabisunfit phản ứng với axit, giải phóng các khí độc.